# مونتاگانو
مونتاگانو (به ایتالیایی: Montagano) یک کومونه در ایتالیا است که در استان کامپوباسو واقع شده‌است.

## خصوصیات
مونتاگانو ۲۶٫۵ کیلومترمربع مساحت و ۱٬۲۰۷ نفر جمعیت دارد و ۸۰۳ متر بالاتر از سطح دریا واقع شده‌است.